# Чёрный ястреб (фильм, 2001)
«Чёрный ястреб» или «Падение „Чёрного ястреба“» (англ. Black Hawk Down) — военный фильм 2001 года, снятый по книге Марка Боудена «Black Hawk Down: A Story of Modern War» (1999) и основанный на реальных событиях (Сражение в Могадишо). Сюжет повествует о рейде американских военных в Могадишо в 1993 году и вертолёте Black Hawk, упавшем на вражеской территории. В фильме снялись Джош Хартнетт, Юэн МакГрегор, Эрик Бана, Том Сайзмор, Уильям Фихтнер, Джейсон Айзекс, Сэм Шепард, Джереми Пивен, Йоан Гриффит, Юэн Бремнер, Хью Дэнси и Том Харди (первая роль в кино). Орландо Блум, Тай Баррелл и Николай Костер-Вальдау также появились в эпизодах. Режиссёр и продюсер Ридли Скотт, сопродюсер Джерри Брукхаймер, сценарист Кен Нолан.

## События 3 и 4 октября 1993 года
Действие фильма происходит 3 и 4 октября 1993 года в Сомали, где идёт гражданская война и массово гибнут люди. Обвинения в геноциде собственного народа падают на сомалийских полевых командиров, которые препятствуют доставке гуманитарной помощи США мирным жителям.
Миротворческий контингент ООН оказывается не в состоянии справиться с ситуацией. Поэтому командование американского контингента в Сомали разрабатывает план молниеносной операции, в ходе которой около 200 военнослужащих США в составе Task Force «Ranger» (Оперативно-тактическая группа «Рейнджер») (75-й полк рейнджеров — рота 3-го батальона, 160-й авиаполк, «Дельта»), базирующиеся на окраине Могадишо, должны отправиться в район города, контролируемый силами Мохаммеда Фараха Айдида. Цель мероприятия — захватить ключевых сторонников Айдида, собравшихся на совещание в городе, и доставить их на базу. Удачно начатая операция оборачивается боем продолжительностью почти в сутки и двумя сбитыми вертолётами. Почти непрерывное сражение уносит жизни 19 американцев и более тысячи сомалийцев.

## Сюжет
Обезумевшая от голода толпа окружает грузовики с продовольственной помощью ООН. К месту раздачи прибывает отряд милиции и разгоняет толпу, стреляя по мирным жителям. Командир милиции Юсуф объявляет весь груз собственностью Айдида и показывает неприличный жест экипажу вертолёта миротворческих сил США. Экипаж получил запрет на открытие огня и им приходится увести вертолёт.
Отряду «Дельта» удаётся подкараулить в пути и захватить сподвижника Айдида — Османа Атто. Он призывает командира сил США генерала Гаррисона не вмешиваться в их войну. Гаррисон решает захватить двух министров Айдида, прибывших на заседание в одно из зданий района близ рынка Бакаара, враждебной территории, полностью контролируемой ополченцами Айдида. Американские солдаты полны оптимизма и недооценивают противника. Американский агент Абди подводит машину с наклееным на крыше крестом к зданию, где проходит совещание. Наблюдатель заблаговременно предупреждает Юсуфа о вылете вертолётов с базы, милиция готовится к бою и поджигает пирамиды из автомобильных покрышек.
Команда спецназа «Дельта» высаживается с вертолётов MH-6 на крышу и молниеносно захватывает здание. По углам здания зависают четыре вертолёта «Чёрный ястреб» и высаживают рейнджеров. Прибывает колонна грузовиков и «Хамви» с пулемётами. Однако расчёту милиционеров удаётся подбить из РПГ один из вертолётов. Гаррисон приказывает части рейнджеров идти на помощь сбитому экипажу. Рейнджерам удаётся прорваться и посадить раненого стрелка на вертолёт. В это время милиционеры подбивают другой «Чёрный ястреб». Два оператора «Дельта» по собственной просьбе высаживаются и прикрывают уцелевшего пилота. Их окружают полчища сомалийцев. Колонна подполковника Макнайта ввязывается в бои с сомалийцами, число раненых растёт и Макнайт решает вести колонну на базу. Операторы «Дельта» погибают, пилота захватывают в плен, представитель Айдида спасает его от линчевания толпы.
Двум группам рейнджеров под командой сержанта Эверсмана и капитана Стила не удаётся прорваться к месту падения второго вертолёта. Они занимают оборону в зданиях. К ним прорываются трое забытых у здания совещания солдат и две группы «Дельты». Американцы выдерживают ночной бой с силами ополчения Айдида. Макнайт ведёт новую колонну, но сомалийцы успевают перегородить все улицы баррикадами. Гаррисон обращается за помощью к контингенту ООН, занимающему стадион. Пакистанцы и малайзийцы приводят на выручку колонну из бронетранспортёров, которая подбирает осаждённых рейнджеров и тела пилотов сбитых вертолётов.
Группа рейнджеров, отказавшаяся разместиться на крышах броневиков, буквально совершает пробежку по полному опасностей району до стадиона, это событие получило название «могадишская миля».

## В ролях

### 75-й полк рейнджеров
| Актёр           | Роль                                                     |
| --------------- | -------------------------------------------------------- |
| Джош Хартнетт   | штаб-сержант Мэтт Эверсманн                              |
| Юэн Макгрегор   | специалист Джон «Граймси» Граймс                         |
| Том Сайзмор     | командир «Потерянного Конвоя» подполковник Дэнни МакНайт |
| Юэн Бремнер     | специалист Шон Нельсон                                   |
| Хью Дэнси       | сержант первого класса Курт «Док» Шмидт                  |
| Йоан Гриффит    | лейтенант Джон Биллс                                     |
| Чарли Хофхаймер | капрал Джими Смит                                        |
| Джейсон Айзекс  | командир роты рейнджеров капитан Майк Стил               |
| Орландо Блум    | рядовой первого класса Тодд Блэкбёрн                     |
| Том Гайри       | штаб-сержант Эд Юрэк                                     |
| Том Харди       | специалист Лэнс Твомбли                                  |
| Денни Хоч       | сержант Доминик Пилла                                    |

| Актёр               | Роль                                |
| ------------------- | ----------------------------------- |
| Гэбриел Кейсус      | специалист Майк Курт                |
| Грегори Спорледер   | сержант Скотт Гэлентайн             |
| Крис Битим          | сержант Джеймс Кейси Джойс          |
| Так Фицджеральд     | сержант Брэд Томас                  |
| Кент Линвилл        | рядовой Клэй Отик                   |
| Брайан Ван Холт     | сержант Джефф Стрёкер               |
| Йен Вирго           | рядовой Джон Уэйдель                |
| Энрике Марчиано     | сержант Лоренцо Руиз                |
| Кармин Джониваццо   | сержант Майк Гудэйл                 |
| Мэттью Мэрсден      | специалист Дэйл Сайзмор             |
| Майкл Руф           | рядовой Майк Мэддокс                |
| Брендан Секстон III | рядовой Ричард «Алфавит» Ковалевски |

### «Дельта»
| Актёр                  | Роль                                                             |
| ---------------------- | ---------------------------------------------------------------- |
| Сэм Шепард             | командующий Task Force «Ranger» генерал-майор Уильям Ф. Гаррисон |
| Эрик Бана              | сержант первого класса Норм «Хут» Гибсон                         |
| Уильям Фихтнер         | сержант первого класса Джеф Сандерсон                            |
| Желько Иванек          | подполковник Гэри Харрель                                        |
| Николай Костер-Вальдау | мастер-сержант Гэри «Горди» Гордон                               |
| Джонни Стронг          | Мастер сержант Рэндалл «Рэнди» Шугарт                            |
| Ким Коутс              | штаб-сержант Тим «Гриз» Мартин                                   |
| Ричард Тайсон          | штаб-сержант Дэниел Буш                                          |

### 160-й авиационный полк специального назначения
| Актёр          | Роль                                                                   |
| -------------- | ---------------------------------------------------------------------- |
| Рон Элдард     | старший уорент-офицер 3 класса Майкл Дюрант (пилот сбитого Супер-64)   |
| Гленн Моршауэр | командир 1-го батальона подполковник Томас Мэттьюс                     |
| Джереми Пивен  | старший уорент-офицер Клифтон «Элвис» Уолкотт (пилот сбитого Супер-61) |

### Остальные
| Актёр         | Роль                                      |
| ------------- | ----------------------------------------- |
| Джордж Харрис | Осман Али Атто                            |
| Разаак Адоти  | сомалийский милиционер Юсуф Дахир Мо'алим |
| Тай Баррелл   | Тимоти А. Уилкинсон                       |

## Производство

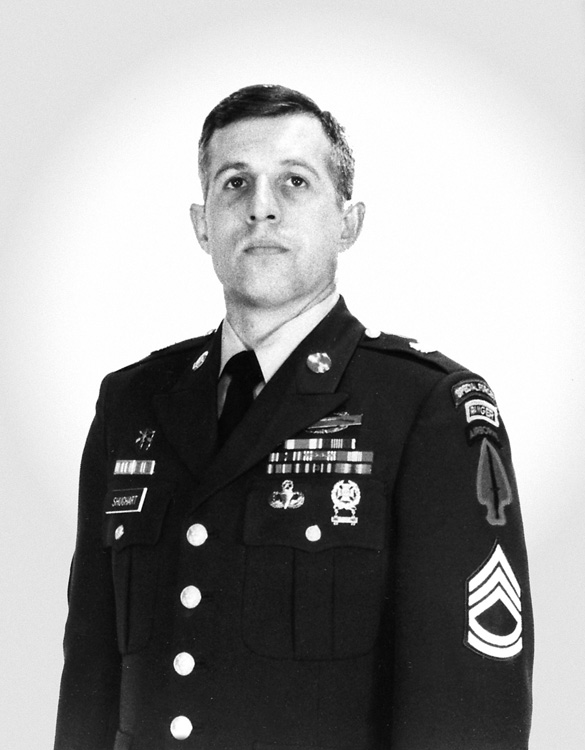
сержант первого класса Рэнди Шугарт

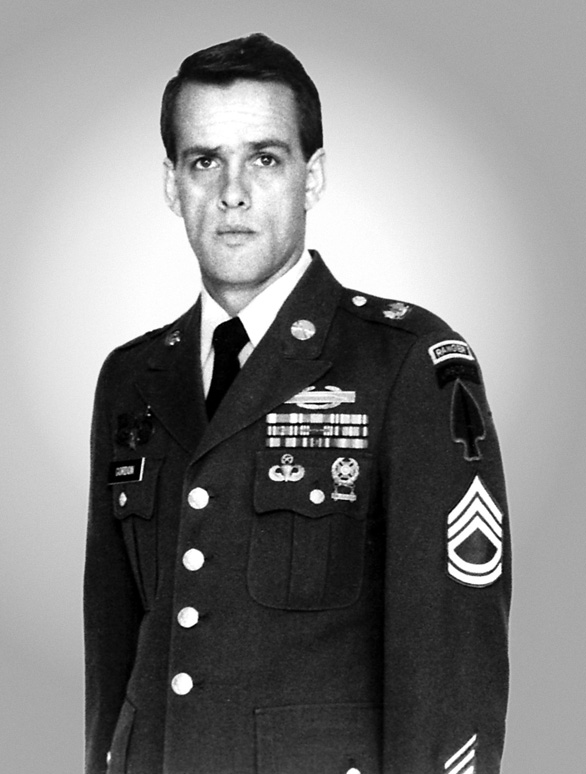
мастер-сержант Гари Гордон

Съёмки фильма проходили с марта по июнь 2001 года в Сале (Марокко).
Прототипом персонажа Джона Граймса, сыгранного Юэном Макгрегором, стал штаб-сержант Джон Стеббинс. В отличие от остальных героев, чьи имена были сохранены, Стеббинс был переименован в Граймса, так как в 1997 году был приговорён военным трибуналом к пожизненному заключению за многократные изнасилования своей дочери.
Помимо профессиональных актёров в съёмках фильма приняли участие и реальные участники боя — например, Кит Джонс в фильме проделал то же самое, что делал в реальном бою: эвакуировал членов экипажа «Super 61».

## Бюджет и сборы
- Бюджет: 92 млн долларов
- Сборы в США: 108 638 745 долларов
- Сборы в мире: 172 989 651 доллар
- DVD в США: 970 318 долларов

## Награды и номинации
- 2002 — две премии «Оскар»: лучший монтаж (Пьетро Скалиа), лучший звук (Майкл Минклер, Майрон Неттинга, Крис Манро), а также две номинации: лучший режиссёр (Ридли Скотт), лучшая операторская работа (Славомир Идзяк)
- 2002 — три номинации на премию BAFTA: лучшая операторская работа (Славомир Идзяк), лучший монтаж (Пьетро Скалиа), лучший звук (Крис Манро, Пер Холлберг, Майкл Минклер, Майрон Неттинга, Карен Бэйкер Лэндерс)
- 2002 — номинация на премию Гильдии режиссёров США за лучшую режиссуру художественного фильма (Ридли Скотт)
- 2002 — номинация на премию Гильдии сценаристов США за лучший адаптированный сценарий (Кен Нолан)
- 2002 — номинация на премию «Сатурн» за лучший приключенческий фильм, боевик или триллер
- 2002 — 2 номинации на премию канала MTV: лучший фильм, лучшая экшн-сцена
- 2001 — попадание в десятку лучших фильмов года по версии Национального совета кинокритиков США

## Критика
На американском сайте Rotten Tomatoes фильм получил в основном положительные отзывы критиков, которые подмечали превосходное техническое мастерство Ридли Скотта и хорошую актерскую игру.
Сомалийцы указывали на то, что африканские актёры, выбранные на роли сомалийцев в фильме не похожи на представителей уникальных рас Африканского рога, язык на котором они разговаривают, не похож ни на один из афразийских языков, на котором разговаривают сомалийцы. Фильму с его грубой подачей сюжета и недостоверным видением сомалийской культуры не удалось передать характер, особенности и дух подлинной жизни в Сомали. На одном из кинопоказов в Сомали молодёжь отметила приветственными криками момент, где подстрелили американского солдата.
Представители малайзийских вооружённых сил (войска Малайзии участвовали в битве) также жаловались на неточности материала. Бригадный генерал в отставке Абдул Латиф Ахмад, командовавший малайзийским контингентом в Могадишо, пожаловался агентству Франс-пресс, что у малайзийских кинозрителей сложилось неправильное представление, что в действительности в сражении участвовали одни американцы, в то время как малайзийские войска «всего лишь [сыграли роль] водителей автобусов, на которых их вывезли». В фильме показано участие малайзийцев, подъехавших на поле боя на бронетранспортёрах.
Генерал Первез Мушараф (впоследствии после переворота ставший президентом Пакистана) также обвинил создателей фильма в том что они не показали роль, сыгранную пакистанскими солдатами. В автобиографии In the Line of Fire: A Memoir Мушараф отметил:

В ООН хорошо известно о выдающейся отдаче пакистанских войск в неблагоприятных условиях. К сожалению, в фильме «Падение чёрного ястреба» игнорируется роль малайзийских и пакистанских солдат в Сомали. Когда американские войска попали в ловушку в густонаселённой области базара Мадина в Могадишо именно 7-й полк пограничных сил армии Пакистана пришёл и вызволил их. Американские войска храбро сражались и несмотря на это мы заслужили такой же, если не большей похвалы, но создатели фильма показали, что в битве участвовали только американцы.
Оригинальный текст (англ.)
The outstanding performance of the Pakistani troops under adverse conditions is very well known at the UN. Regrettably, the film Black Hawk Down ignores the role of Malaysian and Pakistan in Somalia. When U.S. troops were trapped in the thickly populated Madina Bazaar area of Mogadishu, it was the Seventh Frontier Force Regiment of the Pakistan Army that reached out and extricated them. The bravery of the U.S. troops notwithstanding, we deserved equal, if not more, credit; but the filmmakers depicted the incident as involving only Americans.
— 

## Саундтрек
| №   | Название                          | Длительность |
| --- | --------------------------------- | ------------ |
| 1.  | «Hunger»                          |              |
| 2.  | «Barra Barra»                     |              |
| 3.  | «Vale of Plenty»                  |              |
| 4.  | «Chant»                           |              |
| 5.  | «Still»                           |              |
| 6.  | «Mogadishu Blues»                 |              |
| 7.  | «Synchrotone»                     |              |
| 8.  | «Bakara»                          |              |
| 9.  | «Of the Earth»                    |              |
| 10. | «Ashes to Ashes»                  |              |
| 11. | «Gortoz a Ran — J’Attends»        |              |
| 12. | «Tribal War»                      |              |
| 13. | «Leave No Man Behind»             |              |
| 14. | «The Minstrel Boy (Film Version)» |              |
| 15. | «Still Reprise»                   |              |
| 16. | «VOODOO CHILD»                    |              |